# Dracaena soyauxiana
Dracaena soyauxiana är en sparrisväxtart som beskrevs av John Gilbert Baker. Dracaena soyauxiana ingår i släktet dracenor, och familjen sparrisväxter. Inga underarter finns listade i Catalogue of Life.